# Nelson Emerson
Nelson Donald Emerson, född 17 augusti 1967, är en kanadensisk före detta professionell ishockeyforward som tillbringade tolv säsonger i den nordamerikanska ishockeyligan National Hockey League (NHL), där han spelade för ishockeyorganisationerna St. Louis Blues, Winnipeg Jets, Hartford Whalers, Carolina Hurricanes, Chicago Blackhawks, Ottawa Senators, Atlanta Thrashers och Los Angeles Kings. Han producerade 488 poäng (195 mål och 293 assists) samt drog på sig 575 utvisningsminuter på 771 grundspelsmatcher. Emerson spelade även på lägre nivåer för Peoria Rivermen i International Hockey League (IHL) och Bowling Green Falcons (Bowling Green State University) i National Collegiate Athletic Association (NCAA).
Han draftades i tredje rundan i 1985 års draft av St. Louis Blues som 44:e spelare totalt.
Sedan 2006 har han arbetat inom Los Angeles Kings, först assisterande tränare och sen chef för spelarutvecklingen. Han har vunnit två Stanley Cup med Kings för säsongerna 2011–2012 och 2013–2014.

## Statistik
| 1984–1985   | Stratford Cullitons   | MWJHL       | 40  | 23  | 38  | 61  | 70  | —  | — | —  | —  | —  |
| 1985–1986   | Stratford Cullitons   | MWJHL       | 39  | 54  | 58  | 112 | 91  | —  | — | —  | —  | —  |
| 1986–1987   | Bowling Green Falcons | NCAA        | 45  | 26  | 35  | 61  | 28  | —  | — | —  | —  | —  |
| 1987–1988   | Bowling Green Falcons | NCAA        | 45  | 34  | 49  | 83  | 54  | —  | — | —  | —  | —  |
| 1988–1989   | Bowling Green Falcons | NCAA        | 44  | 22  | 46  | 68  | 46  | —  | — | —  | —  | —  |
| 1989–1990   | Bowling Green Falcons | NCAA        | 44  | 30  | 52  | 82  | 42  | —  | — | —  | —  | —  |
|             | Peoria Rivermen       | IHL         | 3   | 1   | 1   | 2   | 0   | —  | — | —  | —  | —  |
| 1990–1991   | St. Louis Blues       | NHL         | 4   | 0   | 3   | 3   | 2   | —  | — | —  | —  | —  |
|             | Peoria Rivermen       | IHL         | 73  | 36  | 79  | 115 | 91  | 17 | 9 | 12 | 21 | 16 |
| 1991–1992   | St. Louis Blues       | NHL         | 79  | 23  | 36  | 59  | 66  | 6  | 3 | 3  | 6  | 21 |
| 1992–1993   | St. Louis Blues       | NHL         | 82  | 22  | 51  | 73  | 62  | 11 | 1 | 6  | 7  | 6  |
| 1993–1994   | Winnipeg Jets         | NHL         | 83  | 33  | 41  | 74  | 80  | —  | — | —  | —  | —  |
| 1994–1995   | Winnipeg Jets         | NHL         | 48  | 14  | 23  | 37  | 26  | —  | — | —  | —  | —  |
| 1995–1996   | Hartford Whalers      | NHL         | 81  | 29  | 29  | 58  | 78  | —  | — | —  | —  | —  |
| 1996–1997   | Hartford Whalers      | NHL         | 66  | 9   | 29  | 38  | 34  | —  | — | —  | —  | —  |
| 1997–1998   | Carolina Hurricanes   | NHL         | 81  | 21  | 24  | 45  | 50  | —  | — | —  | —  | —  |
| 1998–1999   | Carolina Hurricanes   | NHL         | 35  | 8   | 13  | 21  | 36  | —  | — | —  | —  | —  |
|             | Chicago Blackhawks    | NHL         | 27  | 4   | 10  | 14  | 13  | —  | — | —  | —  | —  |
|             | Ottawa Senators       | NHL         | 3   | 1   | 1   | 2   | 2   | 4  | 1 | 3  | 4  | 0  |
| 1999–2000   | Atlanta Thrashers     | NHL         | 58  | 14  | 19  | 33  | 47  | —  | — | —  | —  | —  |
|             | Los Angeles Kings     | NHL         | 5   | 1   | 1   | 2   | 0   | 1  | 0 | 0  | 0  | 0  |
| 2000–2001   | Los Angeles Kings     | NHL         | 78  | 11  | 11  | 22  | 54  | 13 | 2 | 2  | 4  | 4  |
| 2001–2002   | Los Angeles Kings     | NHL         | 41  | 5   | 2   | 7   | 25  | 5  | 0 | 1  | 1  | 2  |
| NHL totalt  | NHL totalt            | NHL totalt  | 771 | 195 | 293 | 488 | 575 | 40 | 7 | 15 | 22 | 33 |
| IHL totalt  | IHL totalt            | IHL totalt  | 76  | 37  | 80  | 117 | 91  | 17 | 9 | 12 | 21 | 16 |
| NCAA totalt | NCAA totalt           | NCAA totalt | 178 | 112 | 182 | 294 | 170 | —  | — | —  | —  | —  |

### Internationellt
| Källa:        | Källa:        | Källa:        |         | Utv = Utvisningsminuter | Utv = Utvisningsminuter | Utv = Utvisningsminuter | Utv = Utvisningsminuter | Utv = Utvisningsminuter |
| År            | Lag           | Mästerskap    | Matcher | Mål                     | Assists                 | Poäng                   | Utv                     |                         |
| ------------- | ------------- | ------------- | ------- | ----------------------- | ----------------------- | ----------------------- | ----------------------- | ----------------------- |
| 1992          | Kanada        | VM            | 3       | 0                       | 1                       | 1                       | 2                       |                         |
| 1994          | Kanada        | VM            | 8       | 2                       | 2                       | 4                       | 4                       |                         |
| 1998          | Kanada        | VM            | 6       | 2                       | 1                       | 3                       | 2                       |                         |
| Senior totalt | Senior totalt | Senior totalt | 17      | 4                       | 4                       | 8                       | 8                       |                         |